# Balmorhea
Balmorhea is een plaats (city) in de Amerikaanse staat Texas, en valt bestuurlijk gezien onder Reeves County.

## Demografie
Bij de volkstelling in 2000 werd het aantal inwoners vastgesteld op 527.
In 2006 is het aantal inwoners door het United States Census Bureau geschat op 464, een daling van 63 (-12,0%).

## Geografie
Volgens het United States Census Bureau beslaat de plaats een oppervlakte van
1,0 km², geheel bestaande uit land. Balmorhea ligt op ongeveer 974 m boven zeeniveau.

## Plaatsen in de nabije omgeving
De onderstaande figuur toont nabijgelegen plaatsen in een straal van 56 km rond Balmorhea.